# 太古城

太古城各屋苑位置圖
（點選圖片放大觀看）

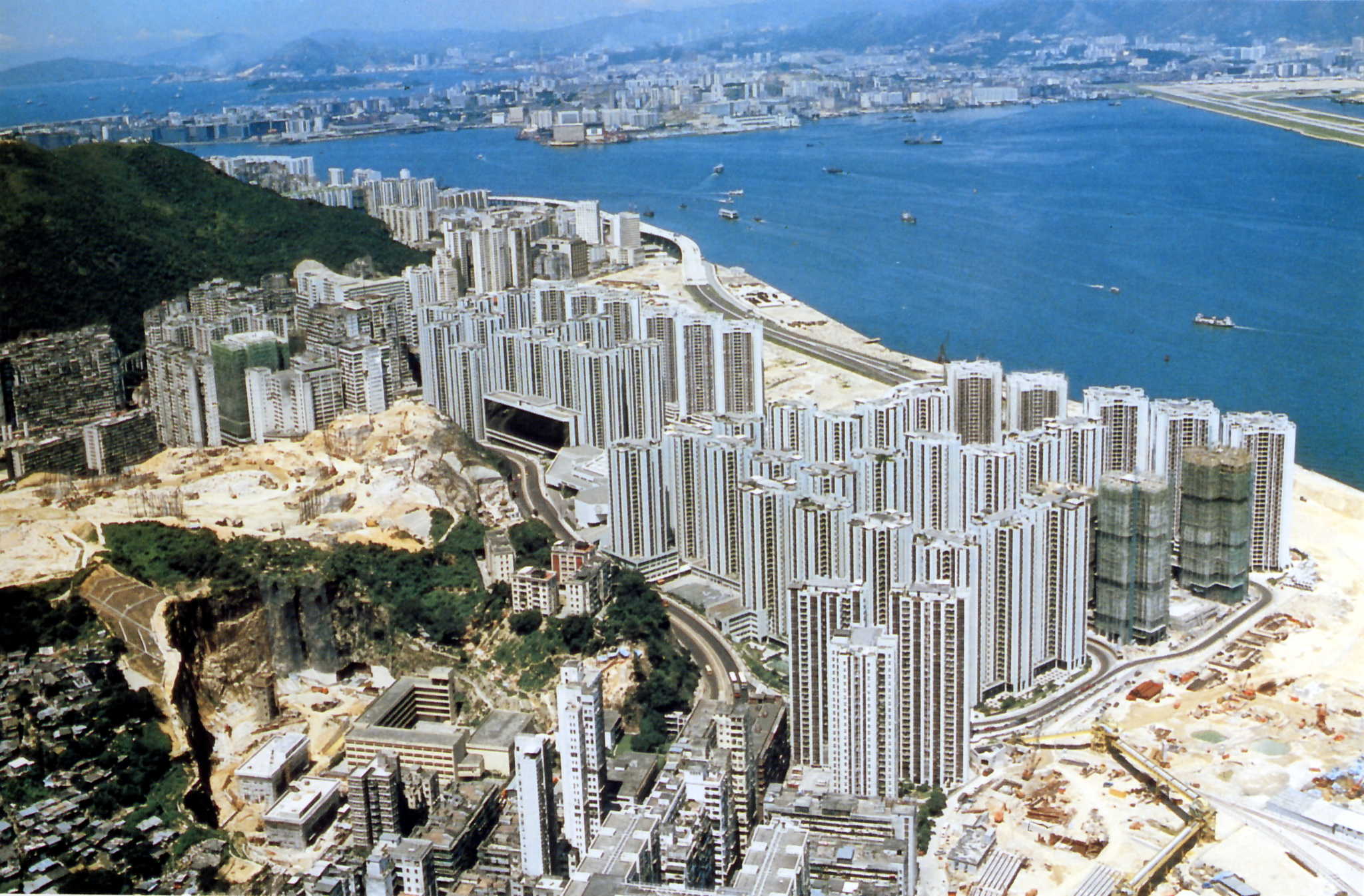
1984年的太古城

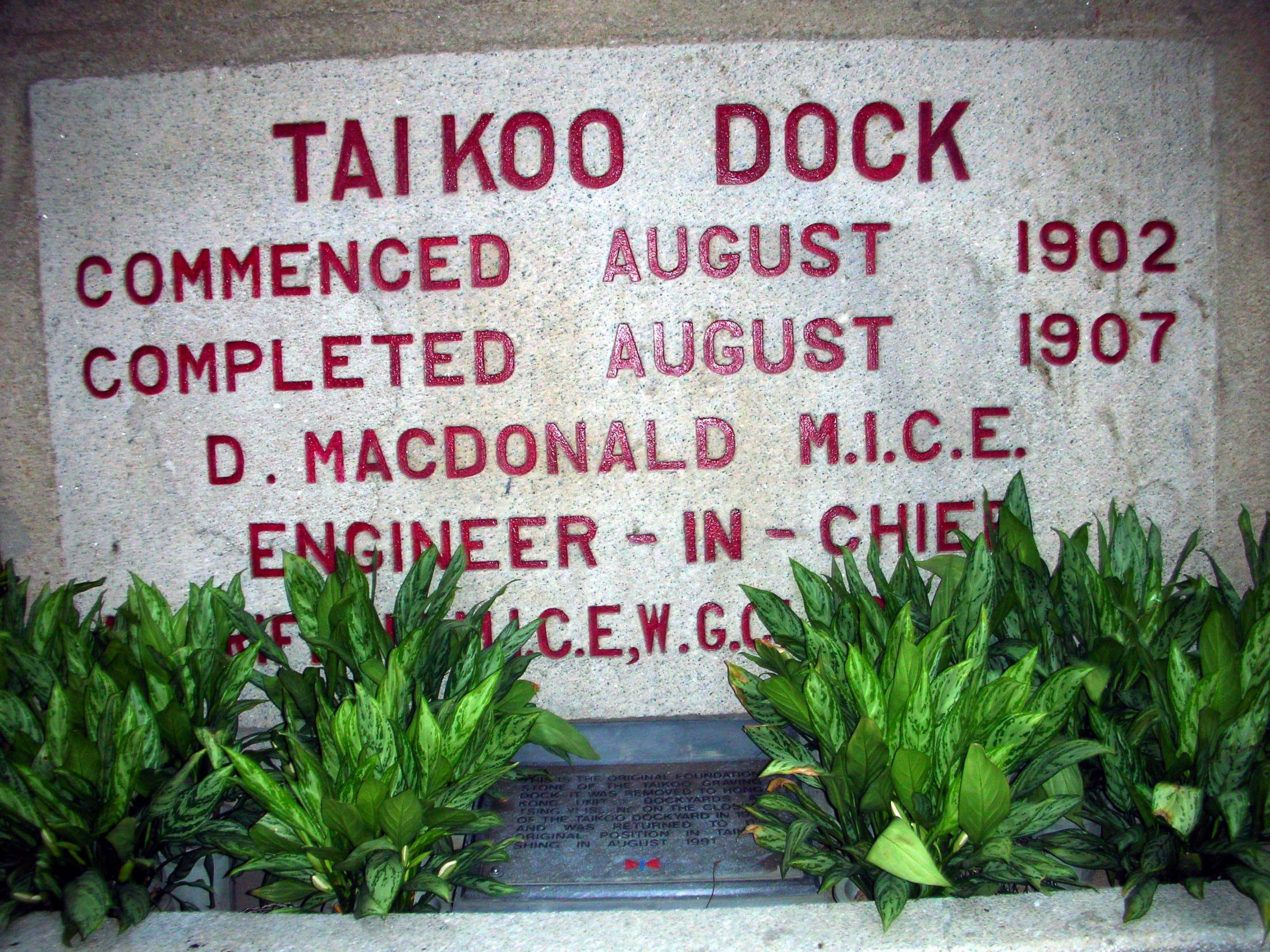
太古船塢落成時的碑石，現存太古城內

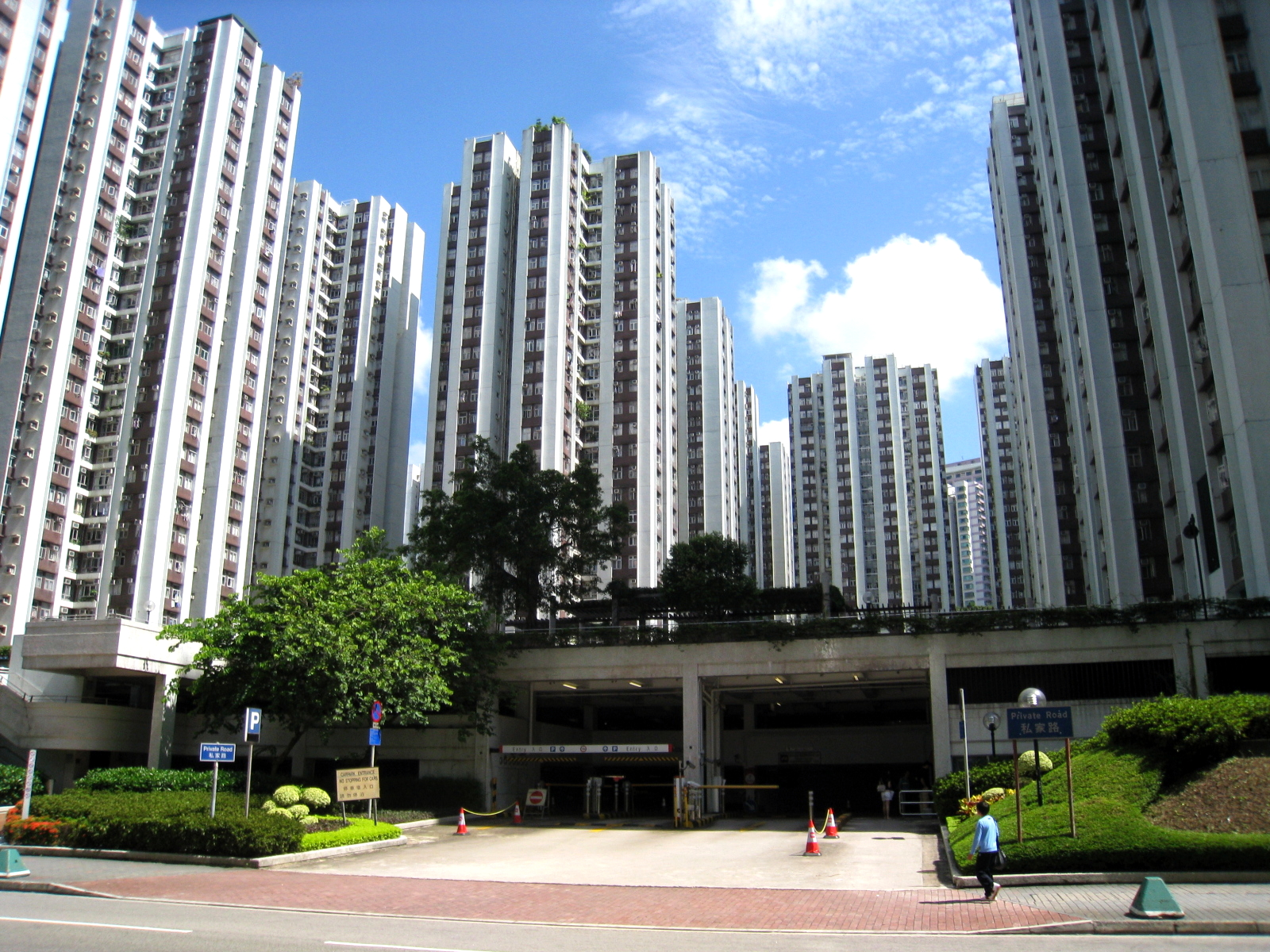
太古城星輝臺

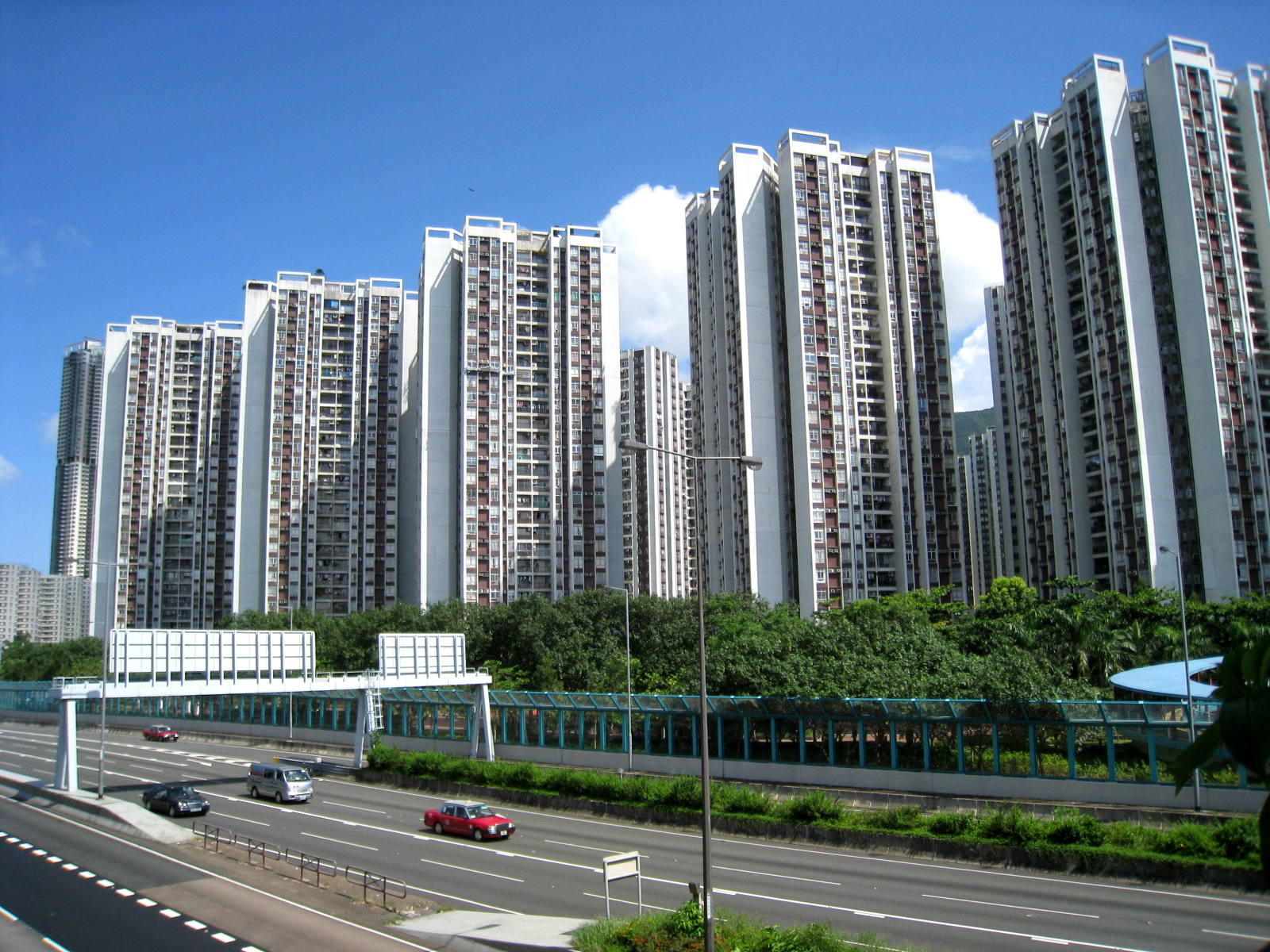
太古城海景花園

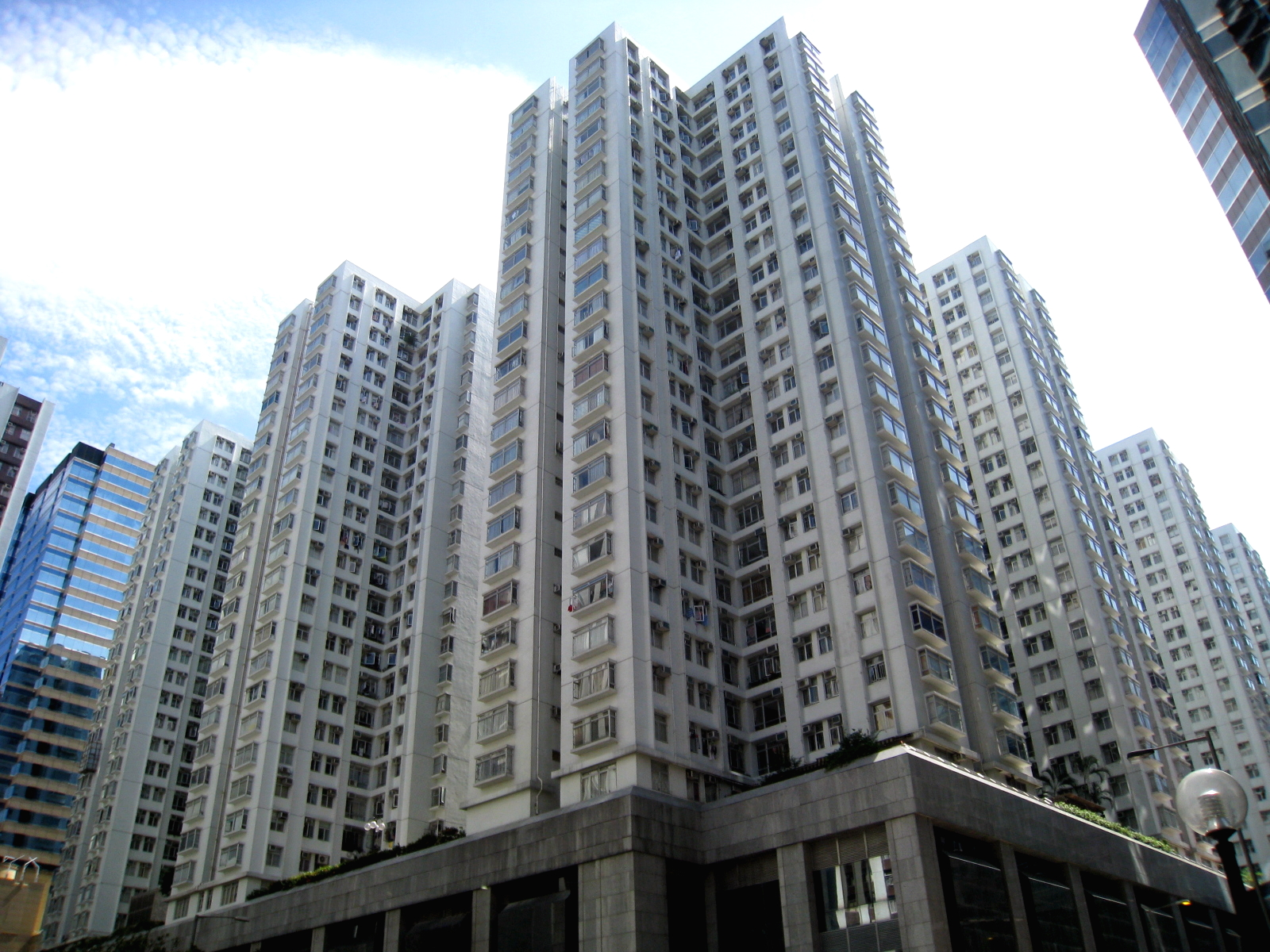
海天花園為太古城最後一期

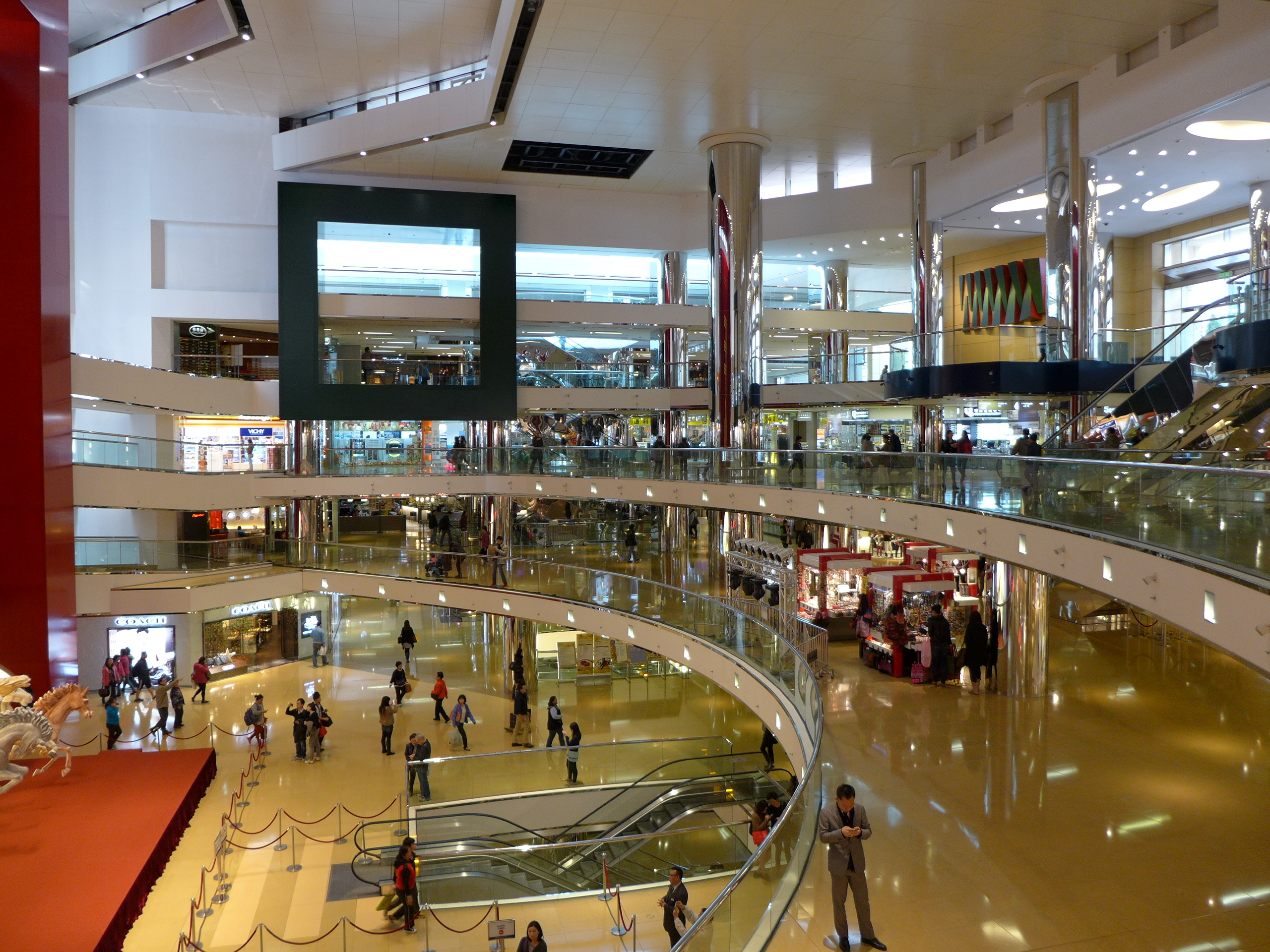
太古城中心購物商場

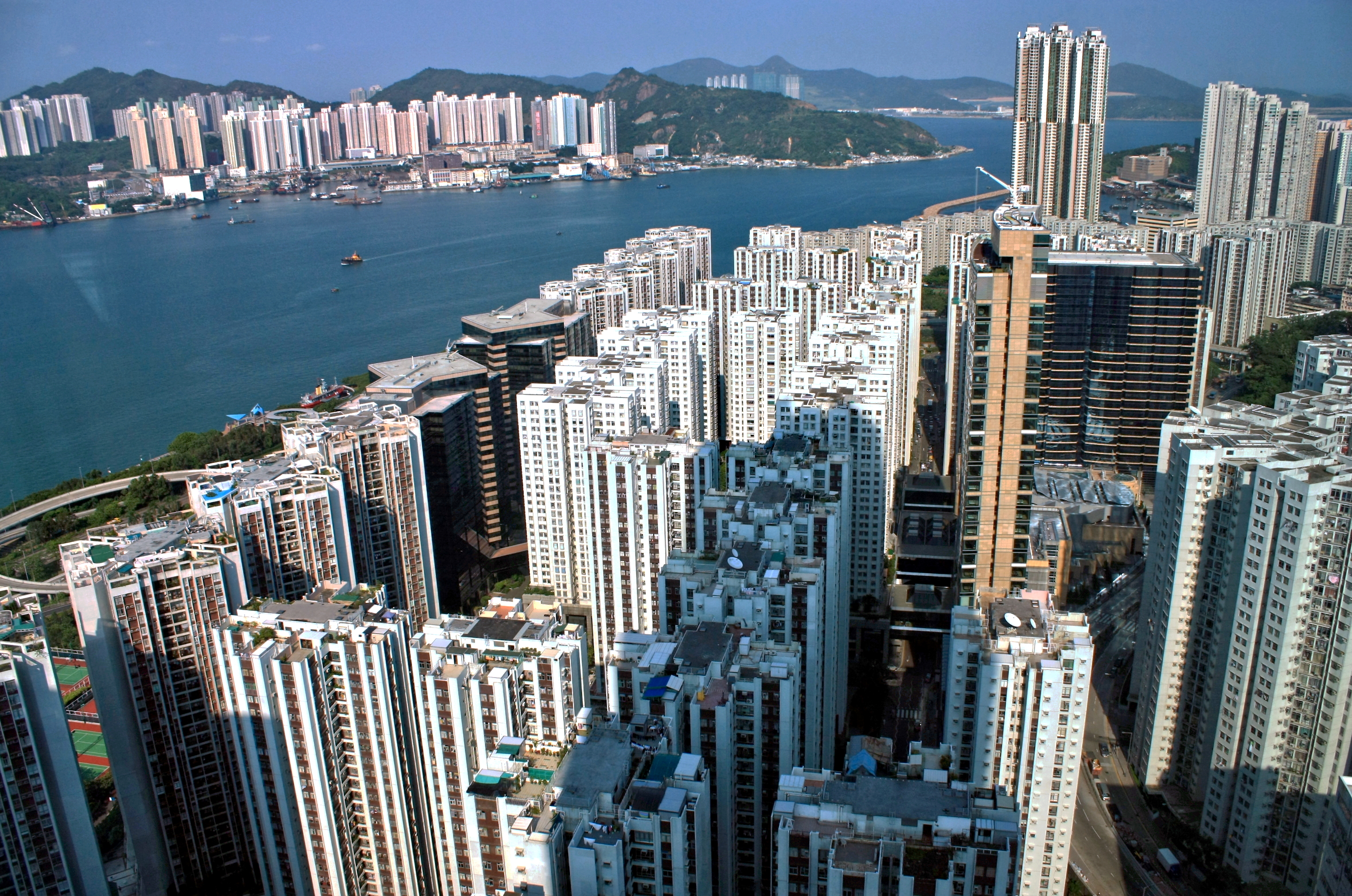
從港島東中心俯瞰太古城及對岸的油塘

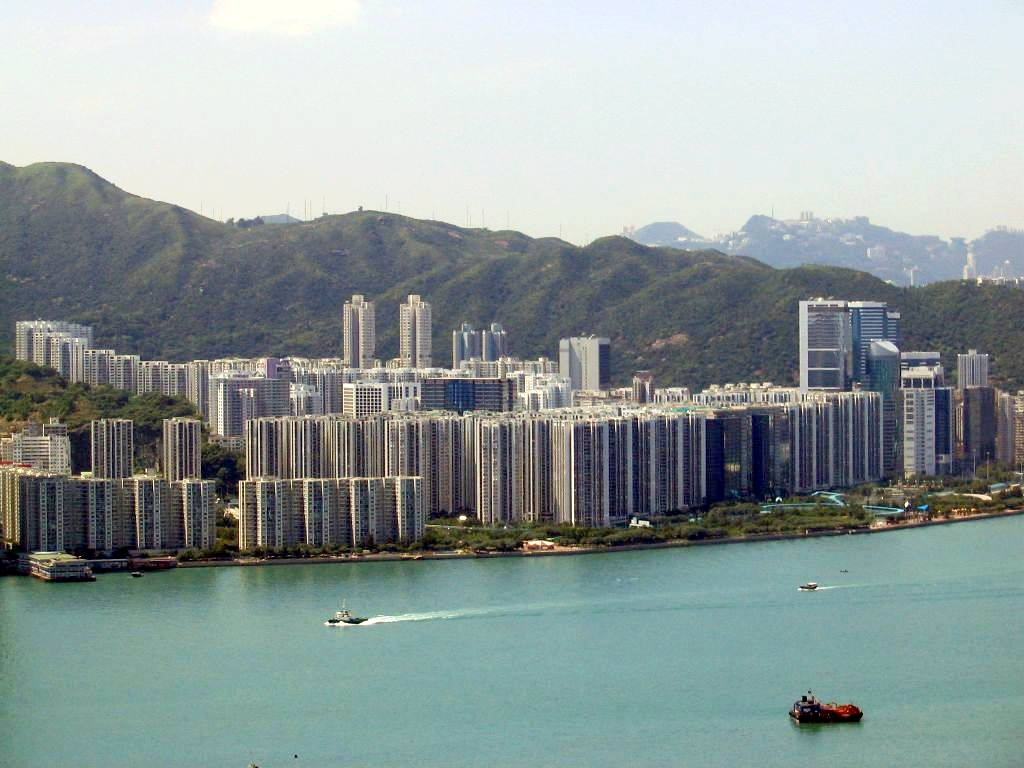
從油塘望向太古城，圖左臨海為鯉景灣

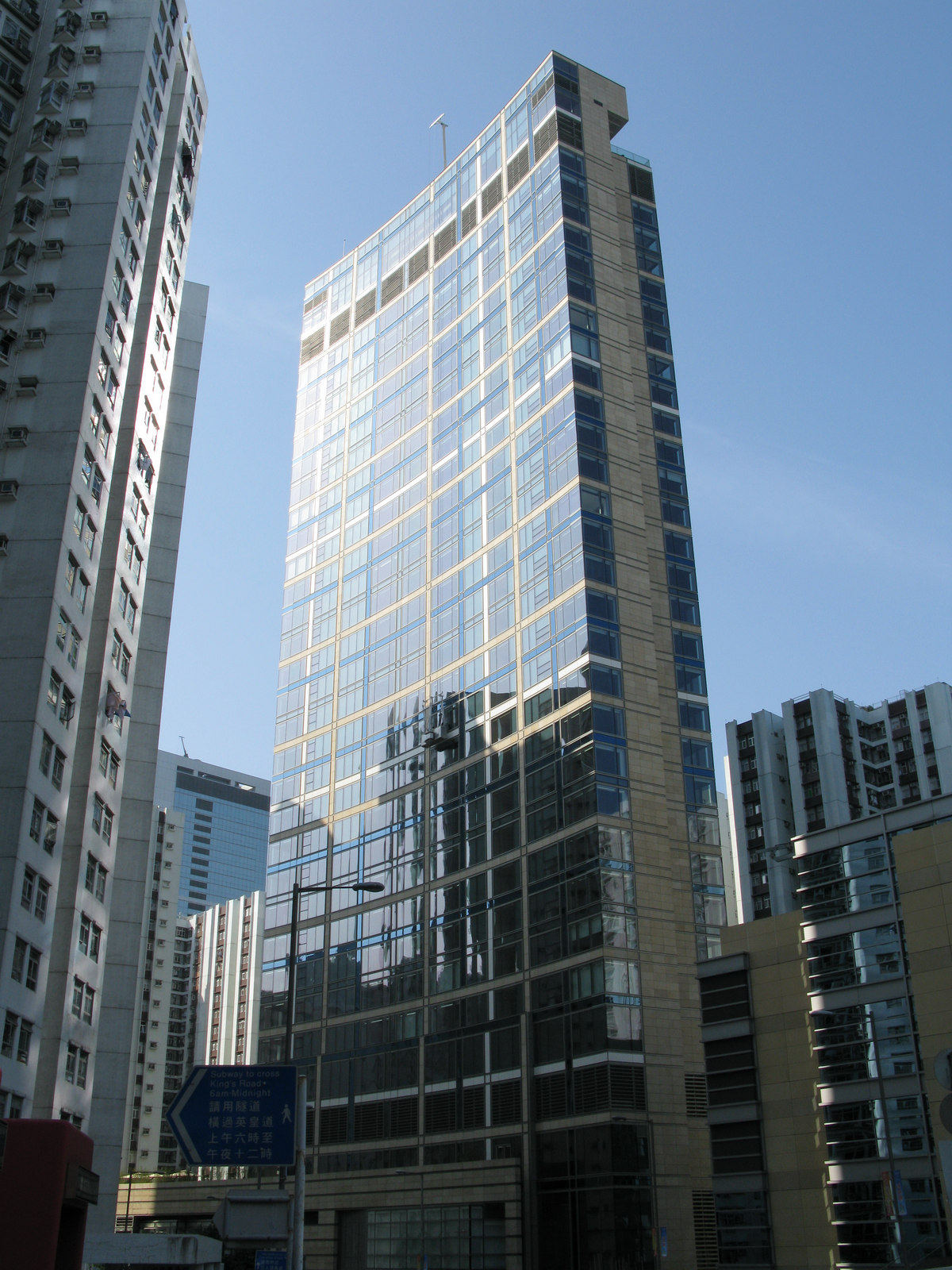
座落於太古城內，名為「東隅」的四星級酒店，酒店新聞稿對外公布於2010年1月25日開業

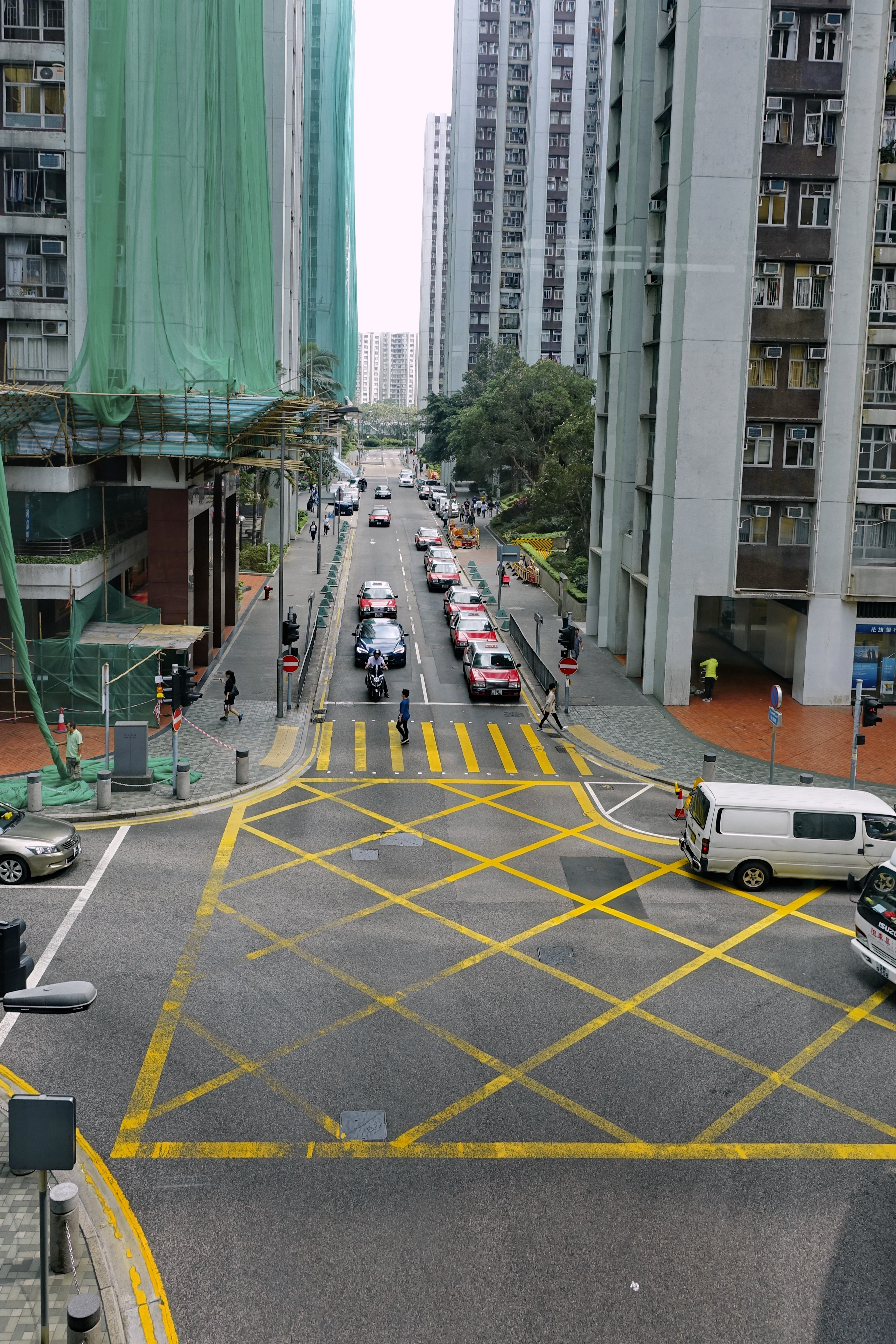
太古城道近太豐路

- 關於太古城附屬商場，請見「太古城中心」。
- 關於鰂魚涌商業大廈，請見「太古坊」。
- 關於金鐘商業大廈，請見「太古廣場」。

太古城（英語：Taikoo Shing）是一個位於香港島東區鰂魚涌的大型住宅屋苑，由太古地產於1975年4月開始興建，後來成為港島東的其中一個部份。
太古城為香港十大藍籌私人屋苑之一，亦為中原城市領先指數成份屋苑之一。太古城是香港島其中一個中產居民為主的地區，根據2021年香港人口普查，太古城的主要職業收入中位數和家庭收入中位數為$40,000（全港第35位）及$59,140（全港第69位）。

## 歷史概況
太古城的前身為1907年建成的太古船塢，它的紀念碑仍在太古城中心前展示。1970年代太古船塢逐步遷出，原址大片土地自1974年起被太古地產，聯同由太地與大昌地產合營之上市公司「太古昌發展」一同重建，由王董建築師事務有限公司設計，第一期「翠湖臺」先於1977年落成。其中洞庭閣以呎價$220開售，220個單位於一日內全數售罄。同年，隨著太地將太古昌發展私有化，太古城項目重新由太古地產全權持有。
其後第二期至最新的第十一期「海天花園」於1979年至1987年分階段完成。在太古城中心第二期完成後，區內再沒有新住宅興建。而在太古城中心第三期及第四期兩幢商廈於1992年入伙後，太古集團在1993年亦把太古城中心第一期重建成商廈。而「好運街市」及栢嘉商業大廈舊址，則改建名為「東隅」的四星級酒店，於2010年開業。

## 屋苑設計
太古城佔地21.5公頃（53畝），於1976年至1987年分階段入伙，建有61幢住宅大廈，提供12,690個單位，單位面積由489至1,114平方呎，人口超過3萬，儼如一個小城市。雖然樓齡較高，但由於鄰近太古坊和太古城中心等商業中心，因此受到一班於附近上班人士的歡迎，它亦是在港日本人及韓國人的聚居地之一。
太古城為香港首個設有園藝花園及綠化平台設計的私人屋苑。平台花園亦擺放當年最頂尖香港藝術家的作品，如文樓和李福華等。屋苑共有43件雕塑作品，其中文樓作品最多，根據2007年一個對全香港公共空間雕塑的普查，太古城是全香港公共雕塑數量最多的地方。除平台花園外，部份樓宇底層亦設有商舖及停車場，商舖包括超級市場、便利店、銀行、診所及食肆等，方便居民。
太古城向海邊的北面是鰂魚涌公園，南面向山一面則鄰接另一大型屋苑康怡花園與康山花園，西面建有有蓋行人天橋連接太古坊。

### 大廈名稱及建築設計
太古城全部樓宇（共61座）清一色為「兩梯八伙」（2條「剪刀式」樓梯及8個單位），另外，屋苑大部份樓宇均採用標準十字井形圖則（俗稱「飛機則」），實用率均約70%，僅在不同期數之間興建不同單位款式，迎合不同住戶需求。
不過，臨近維多利亞港的「海景花園」不但具備整個屋苑最大面積的單位，同時放棄沿用的十字井形設計，建築師為此設計了截然不同的樓宇款式，為十字風車形設計，大致上將每層樓宇公用設備（升降機、樓梯等）部份扭轉45度角，並且為每個單位的窗戶及結構扭轉成45度角，這樣不但避免了住戶見到鄰居單位的可能、以提高隱私，並且提高實用率達80%或以上，唯這樣會使單位內客廳部份呈「鑽石形狀」，這樣對於室內設計之要求更為嚴謹、才可使單位更為實用。
| 期數 | 屋苑名稱 | 座數 | 大廈名稱 | 樓宇設計類型 | 每座層數 | 每層伙數 | 入伙日期   | 升降機合約及首次安裝的型號 | 翻新後採用的升降機廠商 |
| ---- | -------- | ---- | -------- | ------------ | -------- | -------- | ---------- | -------------------------- | ---------------------- |
| I    | 翠湖臺   | T-1  | 洞庭閣   | 十字井形     | 28       | 8        | 1976年12月 | 三菱ACR（AC/2）            | 迅達 700（VVVF）       |
| I    | 翠湖臺   | T-2  | 鄱陽閣   | 十字井形     | 28       | 8        | 1976年12月 | 三菱ACR（AC/2）            | 迅達 700（VVVF）       |
| I    | 翠湖臺   | T-3  | 太湖閣   | 十字井形     | 28       | 8        | 1976年12月 | 三菱ACR（AC/2）            | 迅達 700（VVVF）       |

| 期數 | 屋苑名稱 | 座數 | 大廈名稱 | 樓宇設計類型 | 每座層數 | 每層伙數 | 入伙日期  | 升降機合約及首次安裝的型號 | 翻新後採用的升降機廠商     |
| ---- | -------- | ---- | -------- | ------------ | -------- | -------- | --------- | -------------------------- | -------------------------- |
| II   | 高山臺   | T-6  | 東山閣   | 十字井形     | 27       | 8        | 1978年9月 | 迅達 Aconic TTSP（DC）     | 迅達 Miconic TX-GC（VVVF） |
| II   | 高山臺   | T-7  | 天山閣   | 十字井形     | 27       | 8        | 1978年9月 | 迅達 Aconic TTSP（DC）     | 迅達 Miconic TX-GC（VVVF） |
| II   | 高山臺   | T-8  | 泰山閣   | 十字井形     | 27       | 8        | 1978年9月 | 迅達 Aconic TTSP（DC）     | 迅達 Miconic TX-GC（VVVF） |
| II   | 高山臺   | T-9  | 廬山閣   | 十字井形     | 27       | 8        | 1978年9月 | 迅達 Aconic TTSP（DC）     | 迅達 Miconic TX-GC（VVVF） |
| II   | 高山臺   | T-10 | 南山閣   | 十字井形     | 27       | 8        | 1978年9月 | 迅達 Aconic TTSP（DC）     | 迅達 Miconic TX-GC（VVVF） |
| III  | 高山臺   | T-11 | 寶山閣   | 十字井形     | 27       | 8        | 1978年9月 | 迅達 Aconic TTSP（DC）     | 迅達 Miconic TX-GC（VVVF） |
| III  | 高山臺   | T-12 | 山閣     | 十字井形     | 27       | 8        | 1978年9月 | 迅達 Aconic TTSP（DC）     | 迅達 Miconic TX-GC（VVVF） |
| III  | 高山臺   | T-13 | 華山閣   | 十字井形     | 27       | 8        | 1978年9月 | 迅達 Aconic TTSP（DC）     | 迅達 Miconic TX-GC（VVVF） |
| III  | 高山臺   | T-14 | 龍山閣   | 十字井形     | 27       | 8        | 1978年9月 | 迅達 Aconic TTSP（DC）     | 迅達 Miconic TX-GC（VVVF） |
| III  | 高山臺   | T-15 | 鳳山閣   | 十字井形     | 27       | 8        | 1978年9月 | 迅達 Aconic TTSP（DC）     | 迅達 Miconic TX-GC（VVVF） |
| III  | 高山臺   | T-16 | 怡山閣   | 十字井形     | 27       | 8        | 1978年9月 | 迅達 Aconic TTSP（DC）     | 迅達 Miconic TX-GC（VVVF） |
| III  | 高山臺   | T-17 | 金山閣   | 十字井形     | 27       | 8        | 1978年9月 | 迅達 Aconic TTSP（DC）     | 迅達 Miconic TX-GC（VVVF） |
| III  | 高山臺   | T-18 | 富山閣   | 十字井形     | 27       | 8        | 1978年9月 | 迅達 Aconic TTSP（DC）     | 迅達 Miconic TX-GC（VVVF） |

| 期數 | 屋苑名稱 | 座數 | 大廈名稱 | 樓宇設計類型 | 每座層數 | 每層伙數 | 入伙日期   | 升降機合約及首次安裝的型號 | 翻新後採用的升降機廠商     |
| ---- | -------- | ---- | -------- | ------------ | -------- | -------- | ---------- | -------------------------- | -------------------------- |
| IV   | 金殿臺   | T-19 | 唐宮閣   | 十字井形     | 27       | 8        | 1979年12月 | 迅達 Aconic TTSP（DC）     | 迅達 Miconic TX-GC（VVVF） |
| IV   | 金殿臺   | T-20 | 燕宮閣   | 十字井形     | 27       | 8        | 1979年12月 | 迅達 Aconic TTSP（DC）     | 迅達 Miconic TX-GC（VVVF） |
| IV   | 金殿臺   | T-21 | 元宮閣   | 十字井形     | 27       | 8        | 1979年12月 | 迅達 Aconic TTSP（DC）     | 迅達 Miconic TX-GC（VVVF） |
| IV   | 金殿臺   | T-22 | 明宮閣   | 十字井形     | 27       | 8        | 1979年12月 | 迅達 Aconic TTSP（DC）     | 迅達 Miconic TX-GC（VVVF） |
| IV   | 金殿臺   | T-23 | 夏宮閣   | 十字井形     | 27       | 8        | 1979年12月 | 迅達 Aconic TTSP（DC）     | 迅達 Miconic TX-GC（VVVF） |
| IV   | 金殿臺   | T-24 | 漢宮閣   | 十字井形     | 27       | 8        | 1979年12月 | 迅達 Aconic TTSP（DC）     | 迅達 Miconic TX-GC（VVVF） |
| IV   | 金殿臺   | T-25 | 齊宮閣   | 十字井形     | 27       | 8        | 1979年12月 | 迅達 Aconic TTSP（DC）     | 迅達 Miconic TX-GC（VVVF） |
| IV   | 金殿臺   | T-26 | 隋宮閣   | 十字井形     | 27       | 8        | 1979年12月 | 迅達 Aconic TTSP（DC）     | 迅達 Miconic TX-GC（VVVF） |

| 期數 | 屋苑名稱 | 座數 | 大廈名稱 | 樓宇設計類型 | 每座層數 | 每層伙數 | 入伙日期   | 升降機合約及首次安裝的型號 | 翻新後採用的升降機廠商     |
| ---- | -------- | ---- | -------- | ------------ | -------- | -------- | ---------- | -------------------------- | -------------------------- |
| V    | 安盛臺   | T-27 | 寧安閣   | 十字井形     | 29       | 8        | 1980年10月 | 迅達 Aconic TTSP（DC）     | 迅達 Miconic TX-GC（VVVF） |
| V    | 安盛臺   | T-28 | 寶安閣   | 十字井形     | 29       | 8        | 1980年10月 | 迅達 Aconic TTSP（DC）     | 迅達 Miconic TX-GC（VVVF） |
| V    | 安盛臺   | T-29 | 順安閣   | 十字井形     | 29       | 8        | 1980年10月 | 迅達 Aconic TTSP（DC）     | 迅達 Miconic TX-GC（VVVF） |
| V    | 安盛臺   | T-30 | 興安閣   | 十字井形     | 29       | 8        | 1980年10月 | 迅達 Aconic TTSP（DC）     | 迅達 Miconic TX-GC（VVVF） |
| V    | 安盛臺   | T-31 | 建安閣   | 十字井形     | 29       | 8        | 1980年10月 | 迅達 Aconic TTSP（DC）     | 迅達 Miconic TX-GC（VVVF） |
| V    | 安盛臺   | T-32 | 高安閣   | 十字井形     | 29       | 8        | 1980年10月 | 迅達 Aconic TTSP（DC）     | 迅達 Miconic TX-GC（VVVF） |

| 期數 | 屋苑名稱 | 座數 | 大廈名稱 | 樓宇設計類型 | 每座層數 | 每層伙數 | 入伙日期  | 升降機合約及首次安裝的型號 | 翻新後採用的升降機廠商     |
| ---- | -------- | ---- | -------- | ------------ | -------- | -------- | --------- | -------------------------- | -------------------------- |
| VI   | 海景花園 | T-33 | 青松閣   | 十字風車形   | 30       | 8        | 1984年6月 | 迅達 Aconic TTSP（DC）     | 迅達 Miconic TX-GC（VVVF） |
| VI   | 海景花園 | T-34 | 翠榕閣   | 十字風車形   | 30       | 8        | 1984年6月 | 迅達 Aconic TTSP（DC）     | 迅達 Miconic TX-GC（VVVF） |
| VI   | 海景花園 | T-35 | 綠楊閣   | 十字風車形   | 30       | 8        | 1984年6月 | 迅達 Aconic TTSP（DC）     | 迅達 Miconic TX-GC（VVVF） |
| VII  | 海景花園 | T-36 | 紫樺閣   | 十字風車形   | 30       | 8        | 1984年6月 | 迅達 Aconic TTSP（DC）     | 迅達 Miconic TX-GC（VVVF） |
| VII  | 海景花園 | T-37 | 金楓閣   | 十字風車形   | 30       | 8        | 1984年6月 | 迅達 Aconic TTSP（DC）     | 迅達 Miconic TX-GC（VVVF） |
| VII  | 海景花園 | T-38 | 銀栢閣   | 十字風車形   | 30       | 8        | 1984年6月 | 迅達 Aconic TTSP（DC）     | 迅達 Miconic TX-GC（VVVF） |
| VIII | 海景花園 | T-39 | 美菊閣   | 十字風車形   | 28       | 8        | 1985年4月 | 迅達 Miconic V TTSP（DC）  | 迅達 Miconic TX-GC（VVVF） |
| VIII | 海景花園 | T-40 | 海棠閣   | 十字風車形   | 28       | 8        | 1985年4月 | 迅達 Miconic V TTSP（DC）  | 迅達 Miconic TX-GC（VVVF） |
| VIII | 海景花園 | T-41 | 雅蓮閣   | 十字風車形   | 28       | 8        | 1985年4月 | 迅達 Miconic V TTSP（DC）  | 迅達 Miconic TX-GC（VVVF） |
| IXA  | 海景花園 | T-42 | 碧藤閣   | 十字風車形   | 28       | 8        | 1985年4月 | 迅達 Miconic V TTSP（DC）  | 迅達 Miconic TX-GC（VVVF） |
| IXA  | 海景花園 | T-43 | 春櫻閣   | 十字風車形   | 28       | 8        | 1985年4月 | 迅達 Miconic V TTSP（DC）  | 迅達 Miconic TX-GC（VVVF） |

| 期數 | 屋苑名稱 | 座數 | 大廈名稱 | 樓宇設計類型 | 每座層數 | 每層伙數 | 入伙日期   | 升降機合約及首次安裝的型號 | 翻新後採用的升降機廠商     |
| ---- | -------- | ---- | -------- | ------------ | -------- | -------- | ---------- | -------------------------- | -------------------------- |
| IXB  | 觀海臺   | T-44 | 北海閣   | 十字井形     | 27       | 8        | 1985年4月  | 迅達 Miconic V TTSP（DC）  | 迅達 Miconic TX-GC（VVVF） |
| IXB  | 觀海臺   | T-45 | 東海閣   | 十字井形     | 27       | 8        | 1985年4月  | 迅達 Miconic V TTSP（DC）  | 迅達 Miconic TX-GC（VVVF） |
| X    | 星輝臺   | T-46 | 星閣     | 十字井形     | 26       | 8        | 1982年10月 | 迅達 Aconic TTSP（DC）     | 迅達 Miconic TX-GC（VVVF） |
| X    | 星輝臺   | T-47 | 天星閣   | 十字井形     | 26       | 8        | 1982年10月 | 迅達 Aconic TTSP（DC）     | 迅達 Miconic TX-GC（VVVF） |
| X    | 星輝臺   | T-48 | 海星閣   | 十字井形     | 26       | 8        | 1982年10月 | 迅達 Aconic TTSP（DC）     | 迅達 Miconic TX-GC（VVVF） |
| X    | 星輝臺   | T-49 | 衞星閣   | 十字井形     | 26       | 8        | 1982年10月 | 迅達 Aconic TTSP（DC）     | 迅達 Miconic TX-GC（VVVF） |
| X    | 星輝臺   | T-50 | 耀星閣   | 十字井形     | 26       | 8        | 1982年10月 | 迅達 Aconic TTSP（DC）     | 迅達 Miconic TX-GC（VVVF） |
| X    | 星輝臺   | T-51 | 智星閣   | 十字井形     | 26       | 8        | 1982年10月 | 迅達 Aconic TTSP（DC）     | 迅達 Miconic TX-GC（VVVF） |
| X    | 星輝臺   | T-52 | 金星閣   | 十字井形     | 26       | 8        | 1982年10月 | 迅達 Aconic TTSP（DC）     | 迅達 Miconic TX-GC（VVVF） |
| X    | 星輝臺   | T-53 | 銀星閣   | 十字井形     | 26       | 8        | 1982年10月 | 迅達 Aconic TTSP（DC）     | 迅達 Miconic TX-GC（VVVF） |
| IXB  | 觀海臺   | T-54 | 南海閣   | 十字井形     | 27       | 8        | 1985年4月  | 迅達 Miconic V TTSP（DC）  | 迅達 Miconic TX-GC（VVVF） |

| 期數 | 屋苑名稱 | 座數 | 大廈名稱 | 樓宇設計類型 | 每座層數 | 每層伙數 | 入伙日期  | 升降機合約及首次安裝的型號                | 翻新後採用的升降機廠商 |
| ---- | -------- | ---- | -------- | ------------ | -------- | -------- | --------- | ----------------------------------------- | ---------------------- |
| XI   | 海天花園 | T-55 | 啓天閣   | 十字井形     | 24       | 8        | 1987年5月 | 迅達 Miconic B Dynatron S（M-B/DS，ACVV） | 迅達 700（VVVF）       |
| XI   | 海天花園 | T-56 | 海天閣   | 十字井形     | 24       | 8        | 1987年5月 | 迅達 Miconic B Dynatron S（M-B/DS，ACVV） | 迅達 700（VVVF）       |
| XI   | 海天花園 | T-57 | 富天閣   | 十字井形     | 24       | 8        | 1987年5月 | 迅達 Miconic B Dynatron S（M-B/DS，ACVV） | 迅達 700（VVVF）       |
| XI   | 海天花園 | T-58 | 彩天閣   | 十字井形     | 24       | 8        | 1987年5月 | 迅達 Miconic B Dynatron S（M-B/DS，ACVV） | 迅達 700（VVVF）       |
| XI   | 海天花園 | T-59 | 天閣     | 十字井形     | 24       | 8        | 1987年5月 | 迅達 Miconic B Dynatron S（M-B/DS，ACVV） | 迅達 700（VVVF）       |
| XI   | 海天花園 | T-60 | 冠天閣   | 十字井形     | 24       | 8        | 1987年5月 | 迅達 Miconic B Dynatron S（M-B/DS，ACVV） | 迅達 700（VVVF）       |
| XI   | 海天花園 | T-61 | 逸天閣   | 十字井形     | 24       | 8        | 1987年5月 | 迅達 Miconic B Dynatron S（M-B/DS，ACVV） | 迅達 700（VVVF）       |
| XI   | 海天花園 | T-62 | 南天閣   | 十字井形     | 24       | 8        | 1987年5月 | 迅達 Miconic B Dynatron S（M-B/DS，ACVV） | 迅達 700（VVVF）       |
| XI   | 海天花園 | T-63 | 景天閣   | 十字井形     | 24       | 8        | 1987年5月 | 迅達 Miconic B Dynatron S（M-B/DS，ACVV） | 迅達 700（VVVF）       |

||

## 車位
2022年7月初，市場消息透露太古城逾1100個車位及160個電單車車位將會放售，市值23.6億元。而發展商在2020年起出售太古城個別期數的私家車車位予太古城住宅業主。

## 教育及福利設施

### 幼稚園
- WEMBLEY INTERNATIONAL KINDERGARTEN（1983年創辦）（位於唐宮閣2樓）
- 寶寶幼兒學校（1986年創辦）（位於星輝臺平台P1012-P1016）
- 聖安娜中英文幼稚園（1986年創辦）（位於東海閣及南海閣平台）
- TANPOPO KINDERGARTEN（1986年創辦）（位於寶安閣2樓P506-507號舖）

### 國際學校
- 德思齊加拿大國際學校

## 社區設施
太古城並無住客會所，不過附近有鰂魚涌公園，設人造草足球場、網球場和籃球場。而港島東體育館內設健身室、公共游泳池和兒童遊戲室等。太古坊的私人會所Butterfield's於2017年裝修前亦可讓居民申請入會。
- 康樂設施
  - 泳池（觀海臺、海景花園、海天花園）
  - 兒童遊樂場（有平台花園的屋苑）
  - 室外羽毛球場
- 其他
  - 郵政局
  - 少年警訊會所

## 太古城中心
位於太古城中部的太古城中心，是香港島其中一個規模最大型的購物中心，商場內設有多間百貨公司、各式店舖、酒樓食肆、美食廣場、戲院等，亦設有真雪溜冰場。並設有3座辦公大廈及1座酒店。現時太古城中心的辦公大樓與鄰近的太古坊已成為了港島區的另一個商業中心圈。

## 交通
太古城交通方便，在太古城中心地下（太古城道路面）及五樓（英皇道路面）設有巴士站，另外太古城中心地下亦設有的士站，區內有多條行人通道連接港鐵太古站。太古城亦設有道路出入口連接港島東區走廊，以及東區海底隧道（經西灣河及東區走廊）。

## 區議會議席分布
| 年度/範圍                                                   | 2000-2003    | 2004-2007    | 2008-2011    | 2012-2015    | 2016-2019    | 2020-2023    | 2024-2027 |
| ----------------------------------------------------------- | ------------ | ------------ | ------------ | ------------ | ------------ | ------------ | --------- |
| 金殿臺、安盛臺及海天花園                                    | 太古城西選區 | 太古城西選區 | 太古城西選區 | 太古城西選區 | 太古城西選區 | 太古城西選區 | 太北選區  |
| 海景花園 （青松閣、翠榕閣、綠楊閣、紫樺閣、金楓閣及銀栢閣） | 太古城西選區 | 太古城西選區 | 太古城西選區 | 太古城西選區 | 太古城西選區 | 太古城西選區 | 太北選區  |
| 海景花園 （美菊閣、海棠閣、雅蓮閣、碧藤閣及春櫻閣）         | 太古城東選區 | 太古城東選區 | 太古城東選區 | 太古城東選區 | 太古城東選區 | 太古城東選區 | 太北選區  |
| 翠湖臺、高山臺、觀海臺及星輝臺                              | 太古城東選區 | 太古城東選區 | 太古城東選區 | 太古城東選區 | 太古城東選區 | 太古城東選區 | 太北選區  |

## 著名住客
- 靳埭強
- 馬國明
- 鄧景輝
- 張國榮
- 曾國衞
- 何珮珊
- 劉以鬯[15]
- 趙家賢
- 香港大會堂博物館首任館長John Warner，他曾於1978年東山閣及恆山閣預售的電視廣告中以業主身份亮相宣傳。[16]

## 屋苑問題
- 發展商太古地產正計劃將第五期（即安盛臺）平台的休憩處和商舖改為食肆，有太古城居民擔心進一步將平台發展為食肆區，會吸引屋苑旁的港島東中心及外來的人士光顧，因而可能對屋苑的衛生環境和居民健康及社區產生負面影響。[17]政府於2009年共收到三宗有關太古城第五期發展食肆的投訴，其中一宗指一間食肆有蟑螂滋生，另一宗投訴涉及兩間食肆，問題包括油煙排放、員工在梯間丟棄煙蒂及便溺；以及太古城第五期發展的食肆沒有妥善處理垃圾而引致附近地方老鼠及蚊蟲滋生。[18]
- 毗鄰太古城的鰂魚涌公園治安情況令人關注，單單2009年已經發生了數次扑頭劫案和非禮案。2018年間更有槍擊案發生。另外，公園晚間的童黨問題也引起居民的普遍關注。[19]

## 事件
1978年5月24日，太古城泰山閣24樓G室一名男子戴益善（47歲，任職保安隊長）意圖侵犯女友朋友蘇金女（27歲，任職舞女），被女友張樹美（32歲，任職舞女）撞破，男死者毆打兩人，其後被兩人勒斃。
2013年1月8日，因婚姻問題患上抑鬱症的女子雷妙雯（47歲），於太古城翠榕閣3樓C室內用窗簾繩勒死兒子于日勤（10歲），之後上吊自殺。雷妙雯的丈夫于昕（40歲）在港大中文學院擔任講師，兩人在1998年結婚，半年前搞離婚後雷妙雯患上抑鬱症，案發後雷妙雯胞姊怒斥有人「玩明星仔」害死家人。

### 太古城居民斬反修例蒙面示威者事件

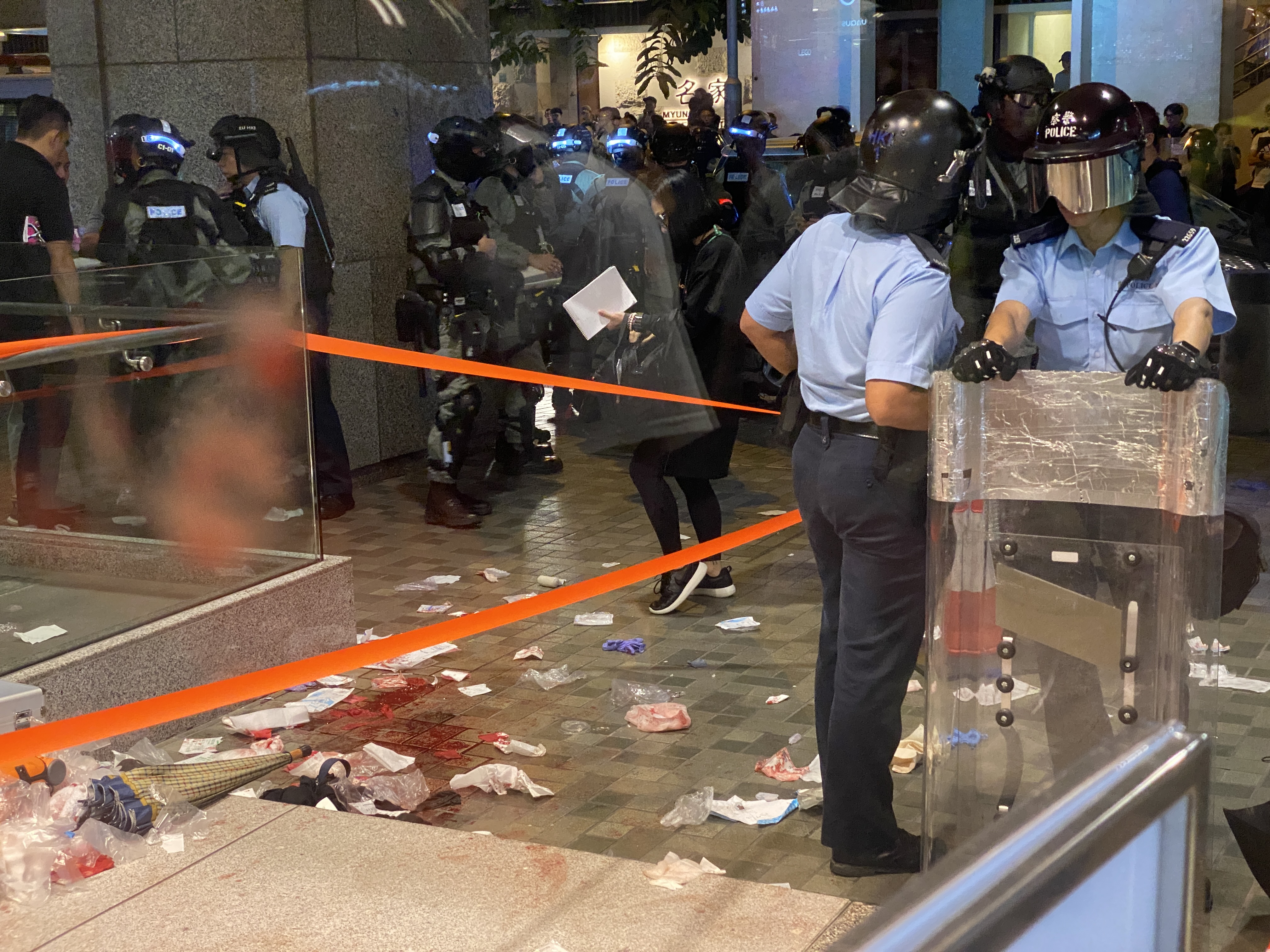
襲擊事後現場佈滿血跡

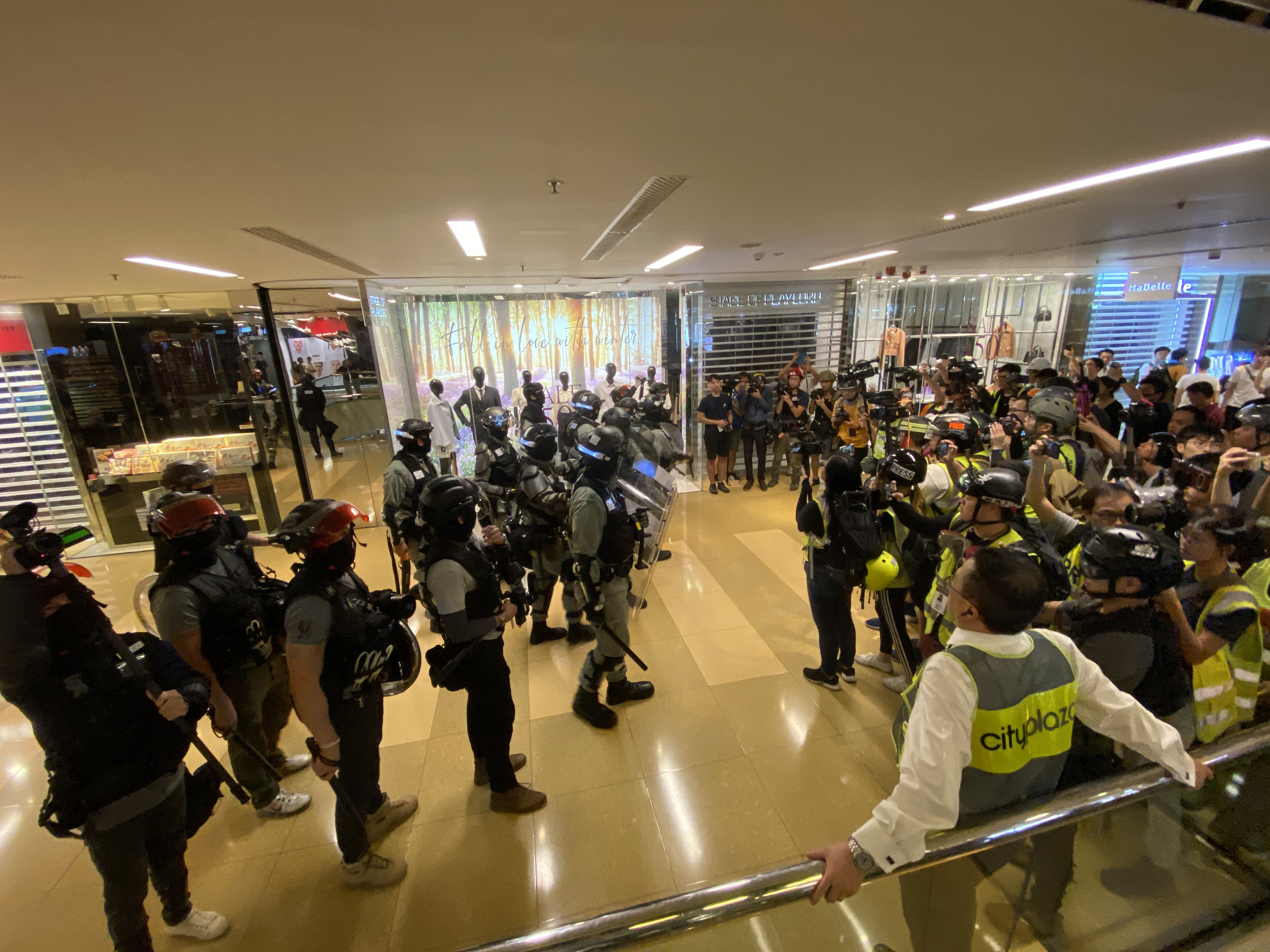
大批防暴警員突然衝入商場

2019年11月3日下午6時許，有反修例蒙面示威者破壞太古城中心內美心集團旗下的酒樓北京樓和由美心集團營運的大型美食廣場TREATS ，約20名防暴警員衝入商場制服多人，同日晚上接近8時，一名穿灰色衫的太古城男居民因不滿反修例蒙面示威者施在太古城範圍破壞，故持利刀在太古城中心地下大叫「解放台灣」後向反修例蒙面示威者施襲，先揮拳毆傷一名反修例蒙面女示威者，再從袋中拿出利刀斬反修例蒙面示威者，有一名頸部受刀傷的反修例蒙面男示威者倒臥在商場外，滿地鮮血，民主黨的太古城西區議員趙家賢嘗試阻擋太古城男居民施襲時被咬斷左邊耳朵，該名太古城男居民最後被在場反修例蒙面示威者合力採取私刑圍毆直至防暴警察到場處理。區議員趙家賢被刀手咬斷的左耳朵於次日做手術駁回，但因為被太古城男居民咬斷時嚴重破壞其耳廓軟骨組織，於手術一周後因情況未有改善，耳廓須要移除。